# Rui Nogar
Francisco Rui Moniz Barreto Nogar, bekannt als Rui Nogar (* 2. Februar 1935 in Lourenço Marques, Mosambik; † 11. März 1993 in Lissabon) war ein mosambikanischer Schriftsteller.

## Biographie
Rui Nogar war von Seiten seines Vaters indischer, von Seiten seiner Mutter portugiesischer Abstammung. Nach seiner Schulausbildung arbeitete er zunächst in der Werbebranche. Nogar war stark marxistisch beeinflusst und pflegte mit seinem Vollbart eine äußerliche Ähnlichkeit zu Fidel Castro. Durch sein politisches Engagement gegen das faschistische Salazar-Regime wurde er von der portugiesischen Geheimpolizei PIDE 1965 wegen des Verdachts der Mitgliedschaft in der FRELIMO verhaftet. Er engagierte sich nach seiner Freilassung 1968 weiter gegen die portugiesische Kolonialmacht. Nach der Unabhängigkeit Mosambiks von Portugal 1975 arbeitete er für die Regierung und wurde zum Kulturminister ernannt. Eine Zeitlang wirkte er als Abgeordneter in der Nationalversammlung und Direktor des Museums der Revolution in Maputo. Darüber hinaus war Nogar der erste Generalsekretär der Associação dos Escritores Moçambicanos. Zuletzt war er Kulturattaché der mosambikanischen Botschaft in Lissabon.

## Rezeption
Rui Nogar war in erster Linie Dichter. Obwohl er nie ein eigenes Buch veröffentlichte, erschienen seine Gedichte in mosambikanischen Zeitschriften wie O Brado Africano, Caliban und portugiesischen Zeitschriften wie África und Notícias do bloqueiro. 1982 wurde eine Sammlung seiner in der Gefangenschaft entstandenen Texte mit dem Titel  Silêncio Escancarado herausgegeben.

## Werke (Auswahl)
- Silêncio Escancarado. Edições 70, Lissabon 1982 (Autores moçambicanos; 7).